# Lista planetelor minore: 270001–271000
Aceasta este lista planetelor minore cu numerele 270001–271000.

## 270001–270100
| Denumire | Denumire provizorie | Data descoperirii | Locul descoperirii | Descoperitor(i)  |
| -------- | ------------------- | ----------------- | ------------------ | ---------------- |
| 270001 – | 2001 AH             | 1 ianuarie 2001   | Kitt Peak          | Spacewatch       |
| 270002 – | 2001 AT8            | 2 ianuarie 2001   | Socorro            | LINEAR           |
| 270012 – | 2001 DG111          | 19 februarie 2001 | Anderson Mesa      | LONEOS           |
| 270019 – | 2001 FA86           | 26 martie 2001    | Cerro Tololo       | Deep Lens Survey |
| 270027 – | 2001 JS             | 10 mai 2001       | Ondřejov           | L. Šarounová     |
| 270035 – | 2001 KF33           | 22 mai 2001       | Bergisch Gladbach  | W. Bickel        |
| 270036 – | 2001 KR41           | 24 mai 2001       | Prescott           | P. G. Comba      |
| 270041 – | 2001 LU7            | 15 iunie 2001     | Palomar            | NEAT             |
| 270059 – | 2001 OA76           | 27 iulie 2001     | Haleakala          | NEAT             |
| 270067 – | 2001 PU14           | 14 august 2001    | Ondřejov           | P. Kušnirák      |

## 270101–270200
| Denumire | Denumire provizorie | Data descoperirii  | Locul descoperirii | Descoperitor(i) |
| -------- | ------------------- | ------------------ | ------------------ | --------------- |
| 270115 – | 2001 RR43           | 10 septembrie 2001 | Desert Eagle       | W. K. Y. Yeung  |
| 270179 – | 2001 SH263          | 25 septembrie 2001 | Eskridge           | G. Hug          |
| 270196 – | 2001 SK355          | 18 septembrie 2001 | Apache Point       | SDSS            |

## 270201–270300
| Denumire | Denumire provizorie | Data descoperirii | Locul descoperirii | Descoperitor(i) |
| -------- | ------------------- | ----------------- | ------------------ | --------------- |
| 270243 – | 2001 UA18           | 24 octombrie 2001 | Powell             | Powell          |

## 270301–270400
| Denumire       | Denumire provizorie | Data descoperirii | Locul descoperirii | Descoperitor(i) |
| -------------- | ------------------- | ----------------- | ------------------ | --------------- |
| 270350 –       | 2001 YX4            | 13 decembrie 2001 | Kingsnake          | J. V. McClusky  |
| 270373 William | 2002 AE3            | 7 ianuarie 2002   | Ibis               | J. Edmonds      |
| 270374 –       | 2002 AB12           | 10 ianuarie 2002  | Campo Imperatore   | CINEOS          |

## 270401–270500
| Denumire       | Denumire provizorie | Data descoperirii | Locul descoperirii | Descoperitor(i)        |
| -------------- | ------------------- | ----------------- | ------------------ | ---------------------- |
| 270440 –       | 2002 CJ117          | 7 februarie 2002  | Bohyunsan          | Y.-B. Jeon, B.-C. Lee  |
| 270472 Csörgei | 2002 CS316          | 6 februarie 2002  | Palomar            | NEAT                   |
| 270477 –       | 2002 EK5            | 8 martie 2002     | Ondřejov           | P. Kušnirák, P. Pravec |
| 270500 –       | 2002 EY149          | 19 martie 1993*   | La Silla           | UESAC                  |

## 270501–270600
| Denumire       | Denumire provizorie | Data descoperirii | Locul descoperirii | Descoperitor(i) |
| -------------- | ------------------- | ----------------- | ------------------ | --------------- |
| 270519 –       | 2002 GN30           | 7 aprilie 2002    | Cerro Tololo       | M. W. Buie      |
| 270553 Loureed | 2002 GG178          | 12 aprilie 2002   | Palomar            | M. Meyer        |
| 270597 –       | 2002 NK29           | 7 iulie 2002      | Needville          | Needville       |

## 270601–270700
| Denumire           | Denumire provizorie | Data descoperirii | Locul descoperirii | Descoperitor(i)             |
| ------------------ | ------------------- | ----------------- | ------------------ | --------------------------- |
| 270601 Frauenstein | 2002 NN57           | 4 iulie 2002      | Palomar            | M. Meyer                    |
| 270627 –           | 2002 PE34           | 7 august 2002     | Reedy Creek        | J. Broughton                |
| 270651 –           | 2002 PX159          | 8 august 2002     | Palomar            | S. F. Hönig                 |
| 270654 –           | 2002 PX165          | 8 august 2002     | Palomar            | A. Lowe                     |
| 270670 –           | 2002 PT194          | 18 iulie 2007*    | Mount Lemmon       | Mount Lemmon Survey         |
| 270675 –           | 2002 QB10           | 19 august 2002    | Kvistaberg         | Uppsala-DLR Asteroid Survey |

## 270701–270800
| Denumire | Denumire provizorie | Data descoperirii  | Locul descoperirii | Descoperitor(i) |
| -------- | ------------------- | ------------------ | ------------------ | --------------- |
| 270797 – | 2002 RF234          | 14 septembrie 2002 | Palomar            | R. Matson       |

## 270801–270900
| Denumire | Denumire provizorie | Data descoperirii | Locul descoperirii | Descoperitor(i) |
| -------- | ------------------- | ----------------- | ------------------ | --------------- |
| 270858 – | 2002 TZ69           | 11 octombrie 2002 | Dominion           | J. L. Clem      |

## 270901–271000
| Denumire | Denumire provizorie | Data descoperirii | Locul descoperirii | Descoperitor(i) |
| -------- | ------------------- | ----------------- | ------------------ | --------------- |
| 270903 – | 2002 TO303          | 5 octombrie 2002  | Palomar            | K. Černis       |
| 270920 – | 2002 UT             | 25 octombrie 2002 | Wrightwood         | J. W. Young     |
| 270941 – | 2002 VR5            | 2 noiembrie 2002  | La Palma           | La Palma        |
| 270980 – | 2002 WJ11           | 25 noiembrie 2002 | Emerald Lane       | L. Ball         |
| 270994 – | 2002 XV39           | 9 decembrie 2002  | Uccle              | T. Pauwels      |